# Takeo Kawamura

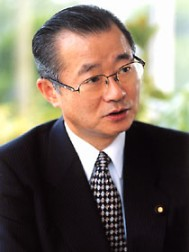
Takeo Kawamura

Takeo Kawamura (jap. 河村 建夫 Kawamura Takeo; * 10. November 1942 in Hagi, Präfektur Yamaguchi) ist ein ehemaliger japanischer Politiker der Liberaldemokratischen Partei (LDP), Abgeordneter im Shūgiin, dem Unterhaus des nationalen Parlaments, und ehemaliger Minister. Innerhalb der LDP gehört er der Nikai-Faktion an.

## Leben
Kawamura arbeitete nach seinem Studium an der Keiō-Universität ab 1967 für Seibu Sekiyu K.K. (engl. Seibu Oil Co., Ltd.). Nach dem Tode seines Vaters  wurde er als Kandidat der LDP 1976 auf dessen Sitz im Präfekturparlament Yamaguchi gewählt; dort blieb er durchgehend für die nächsten 14 Jahre.
Seit der Wahl von 1990 gehört Kawamura dem Shūgiin an. Zunächst vertrat er dort den Vierpersonenwahlkreis Yamaguchi 1, in dem er 1990 mit dem vierthöchsten, 1993 mit dem dritthöchsten Stimmenanteil einen Sitz erringen konnte; nach der Wahlrechtsreform tritt Kawamura im Einzelwahlkreis Yamaguchi 3 an, den er durchgehend bis 2017 achtmal in Folge gewann.
1996 wurde Kawamura stellvertretender Vorsitzender des politischen Forschungsrates (PARC) der LDP, 1997 parlamentarischer Staatssekretär (seimu-jikan) im Justizministerium. Sein Hauptaugenmerk galt allerdings der Bildungspolitik, mit der er sich mehrfach in Shūgiin-Ausschüssen und Parteigremien befasste. 1999 und 2000 war er zweimal parlamentarischer Staatssekretär im Bildungsministerium, 2001 und 2002 dann zweimal Staatssekretär (fuku-daijin) im Nachfolgeministerium MEXT, bevor ihn Premierminister Jun’ichirō Koizumi im September 2003 als zuständiger Minister in sein Kabinett berief. Im September 2004 löste ihn Nariaki Nakayama ab.
Von 2005 bis 2007 war Kawamura erneut stellvertretender Vorsitzender des PARC. Von September 2008 bis September 2009 war er unter Premierminister Tarō Asō als Chefkabinettssekretär im Kabinett Asō zum zweiten Mal Minister. Bei der LDP-Niederlage in der Shūgiin-Wahl 2009 konnte Kawamura seinen Wahlkreis verteidigen und war anschließend bis 2010 Vorsitzender des Disziplinarausschusses (chōbatsu iinkai). Kawamura steht, wie Premier Abe und weitere Kabinett- und LDP-Parteimitglieder, der als revisionistisch geltenden Nippon Kaigi nahe.
Zur Shūgiin-Wahl 2021 zog sich Kawamura aus der Politik zurück. Die LDP-Kandidatur Yamaguchi 3 übernahm der vorherige Sangiin-Abgeordnete für Yamaguchi, Yoshimasa Hayashi. Kawamuras ältester Sohn Ken’ichi kandidierte bei der Wahl für die LDP bei der Verhältniswahl in Nord-Kantō auf dem den Doppelkandidaten nachgeordneten Listenplatz 32, wurde aber nicht gewählt, wäre allerdings dort der erste potentielle Nachrücker für eine mögliche Vakanz unter den sieben LDP-Verhältniswahlsitze.